# Mesoterapia

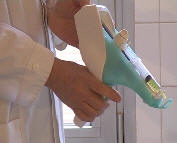
Aplicación de Mesoterapia

La mesoterapia es una técnica de medicina alternativa inventada en 1952 por el médico francés Michel Pistor, aunque algunas variantes se practicaban en la medicina balnearia en Francia desde la década de 1930. Consiste en tratar las zonas afectadas con microinyecciones de medicamentos, homeopatía, vitaminas, minerales o aminoácidos.
El nombre proviene de la capa de la piel en la que se inyectan las sustancias, derivada del mesodermo embrionario.
Se le atribuye un efecto en el tratamiento del dolor, agudo y crónico;[cita requerida] algunos especialistas en medicina deportiva la utilizan para calmar el dolor producido por lesiones deportivas. Existe una Sociedad Internacional de Mesoterapia con representantes de 14 países de Europa y Sudamérica. Sus defensores le atribuyen también aplicaciones en el campo de la medicina estética y la preconizan como tratamiento para reducir la celulitis, adiposidades localizadas y arrugas, con el nombre de mesolifting. La mesoterapia se utiliza como tratamiento estético en diferentes procedimientos: cicatrices, acné, psoriasis, vitíligo, pecas, flacidez, estrías, pérdida del cabello, alteración metabólica de la grasa, grasa localizada, enfermedades del sistema vascular periférico y úlcera de pierna.

## Complicaciones
Aunque en 1987, la Academia Francesa de Medicina reconoció la mesoterapia como parte de la medicina convencional, recientemente las autoridades sanitarias francesas han expresado su preocupación por la falta de pruebas científicas controladas que avalen su empleo. El 13 de junio de 2011 la ordenanza N.º 2011-382 del Ministerio de Sanidad francés prohibió su uso como tratamiento de la adiposidad subcutánea, tras varios casos de infecciones por micobacterias.
La mesoterapia ha sido recientemente desautorizada en Brasil e India, dos de sus principales mercados.

## Tratamiento
El tratamiento de mesoterapia no requiere hospitalización ni anestesia, pues se trata de un tratamiento con dolor, pero soportable. Se aplican entre 7 y 12 sesiones de 10 a 30 minutos, según la zona de aplicación, durante 2 a 3 semanas. Los efectos son permanentes.
Durante el tratamiento el paciente debe beber abundante agua para eliminar las toxinas y evitar la ingesta de alcohol así como la exposición al sol de la zona tratada.
Principalmente existen tres tipos de tratamientos de mesoterapia: facial, corporal y capilar. Estos tratamientos pueden estar basados en microinyecciones, aunque también existe la mesoterapia no invasiva que utiliza otros sistemas como son los parches.

## Contraindicaciones
La mesoterapia no está indicada en pacientes con alergias, enfermedades cutáneas, problemas de coagulación o circulatorios, cáncer o enfermedades infecciosas. No se recomienda en mujeres embarazadas o durante la lactancia